# Timothy LeDuc

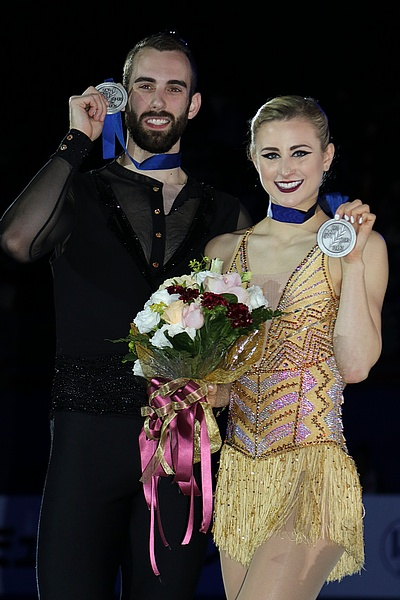
Ashley Cain e Timothy LeDuc em 2018

Timothy LeDuc (Cedar Rapids, 4 de maio de 1990) é um atleta de patinação americano. Com sua parceira de patinação, Ashley Cain-Gribble, eles são duas vezes campeões nacionais dos EUA (2019, 2022), o medalhista de prata dos quatro continentes de 2018 e três vezes medalhista do Grand Prix Series é o primeiro patinador enfrentando abertamente sua homossexualidade a ganhar o título de duplas no Campeonato dos EUA e o primeiro atleta abertamente não-binário a se qualificar para os Jogos Olímpicos de Inverno.

## Vida pessoal
Timothy LeDuc nasceu em 4 de maio de 1990, em Cedar Rapids, Iowa. Quando se assumiu gay aos 18 anos, companheiros cristãos tentaram torná-los heterossexuais através da terapia de conversão, que LeDuc rejeitou. Sua família, mais tarde, aceitou sua identidade. LeDuc comentou: "Agora meus pais andam comigo nas marchas do Orgulho LGBT ".
LeDuc se interessou pela patinação artística depois de assistir às Olimpíadas de 2002 e começou a ter aulas de patinação artística através do programa Learn to Skate. LeDuc é o primeiro patinador abertamente gay a ganhar o título de duplas no Campeonato dos EUA. LeDuc é não-binário e começou a usar os pronomes they/them em 2021.
Com os atuais campeões nacionais Knierim / Frazier forçados a se retirar do Campeonato dos EUA de 2022, mas previstos para serem nomeados para a equipe olímpica dos EUA de qualquer maneira, a disputa pela segunda vaga americana foi amplamente vista entre Cain-Gribble / LeDuc e Calalang / Johnson. Cain-Gribble/LeDuc venceu ambos os segmentos da competição, com o único erro sendo Cain-Gribble dobrando em um salto Salchow triplo planejado, enquanto Calalang/Johnson cometeu vários erros e terminou em segundo. Eles foram nomeados para a equipe olímpica dos EUA no dia seguinte. LeDuc chamou a perspectiva de "Algo com o qual sonhamos há muito tempo. Nós trabalhamos muito duro e visualizamos isso tantas vezes." LeDuc se tornou o primeiro atleta não-binário designado para competir nos Jogos Olímpicos de Inverno.